# Fislisbach
Fislisbach es una comuna suiza del cantón de Argovia, situada en el distrito de Baden. Limita al norte con la comuna de Baden, al este con Neuenhof y Oberrohrdorf, al sur con Niederrohrdorf y Mellingen, y al noroeste con Birmenstorf.
La población fue mencionada por primera vez como Vicelisbachen un documento fechado en 1184. 

## Referencias

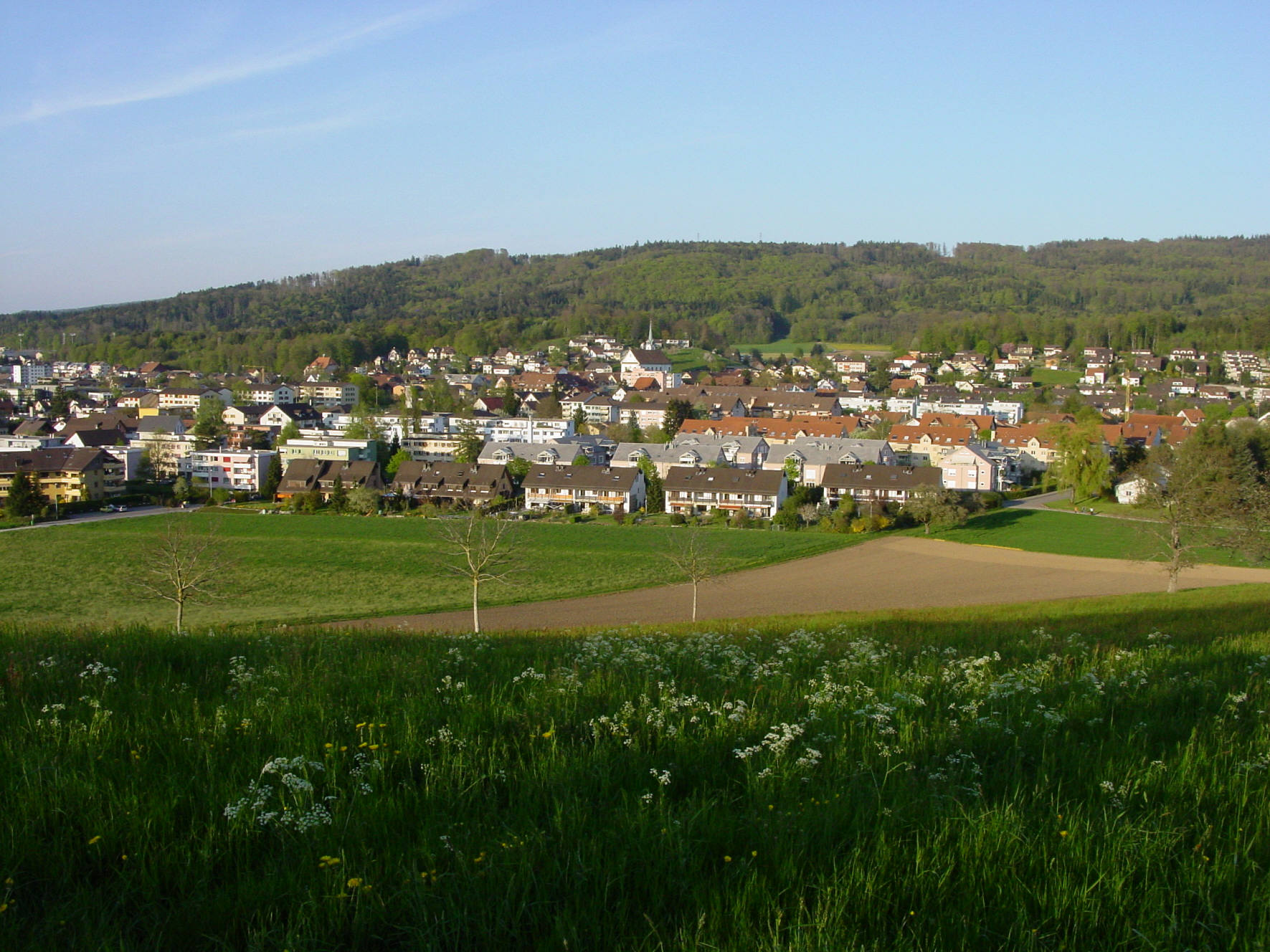
Vista de Fislisbach.

## Ciudades hermanadas
- Le Chambon-sur-Lignon.